# Гіль (острів)
Гіль (Хіль; азерб. Gil adası) — ненаселений острів у Каспійському морі за ~3,5 км від південно-східного узбережжя Азербайджану, 2,5 км завдовжки і близько 300 м завширшки. Є одним з островів Бакинського архіпелагу. Попередня назва (до 1964 р.) — Глиняний, через склад ґрунтів, однак з азербайджанської назва буквально перекладається як «Глиняний острів». Розташований у центральній частині Бакинського архіпелагу між мисами Алят та Пірсагат. Площа — бл. 0,9 км². Максимальна висота — 6 м над р. м.

## Екологія
1998-го року берегова лінія острова значно постраждала від нафтового забруднення, наслідком якого стала загибель близько 30 тис. птахів. Останнім часом ситуація покращилась.